# Sulá
En la mitología, Sulá es un personaje que se conoce como el primer curandero jawá o médico indígena y el padre de la niña tierra. Según ambas mitologías, la de los bribris y la de los cabécares, en la creación de la Tierra cuando Sibö secuestró a su hija era muy pesada y entre todos los animales no pudieron cargarla, así que Sibö le ordenó a Sulá que le llevara la niña a su casa y este lo hizo para que Sibö terminara la misión que era crear la tierra.
Sulá posee cuatro equivalentes que, según la cultura bribri, se tendrían que quedar en el mundo para cuidar de las personas, limpiarlas, para hacerlas y moldearlas.
En la mitología bribri, Sulá trajo la semilla, y quien nace proviene del mundo de Sulá, que en su mundo, con sus cuatro equivalentes, moldea al ser humano para que nazca.